# Rathenaustraße 4 (Worms)

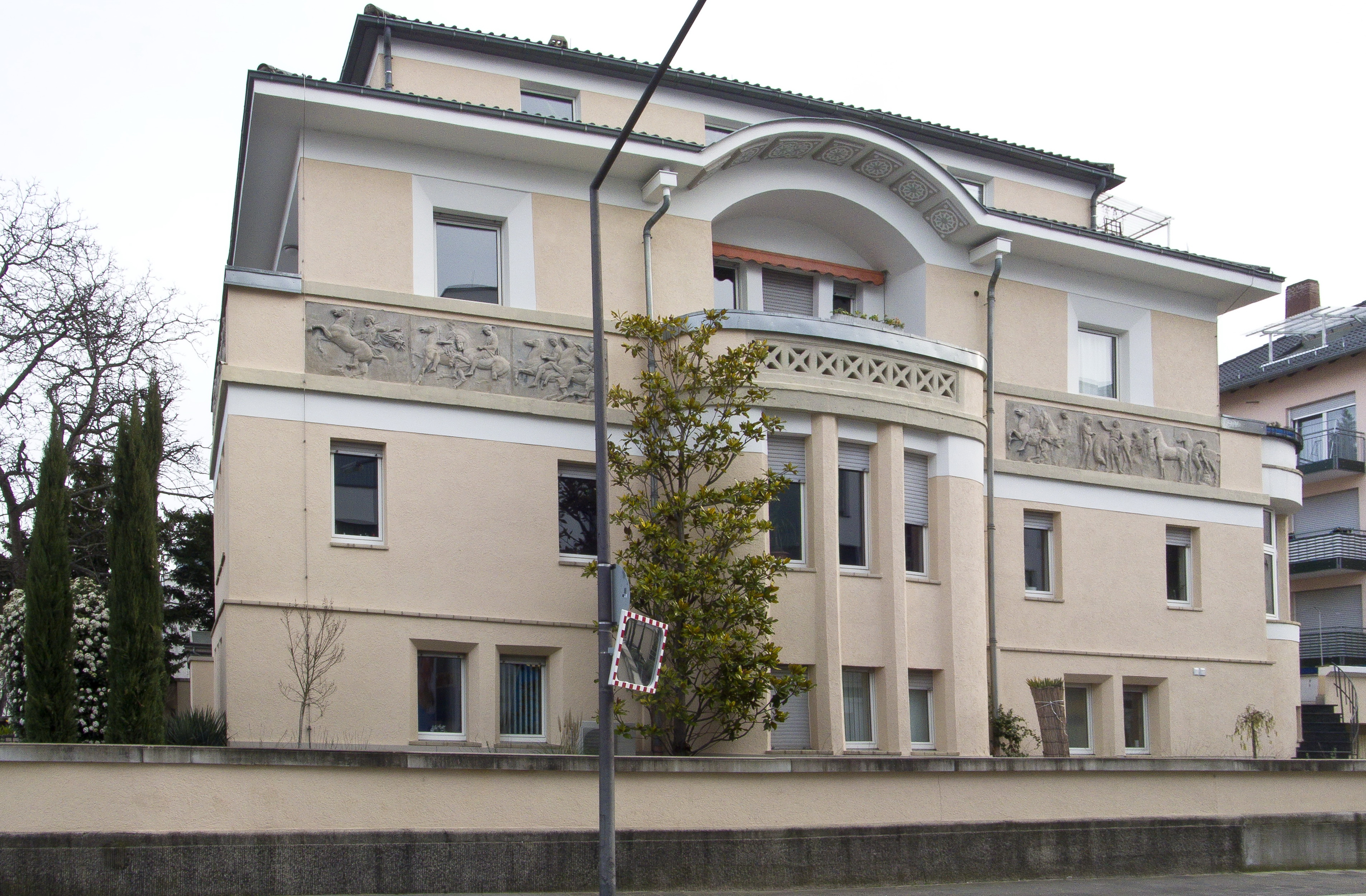
Ansicht von der Straße Am Bergkloster

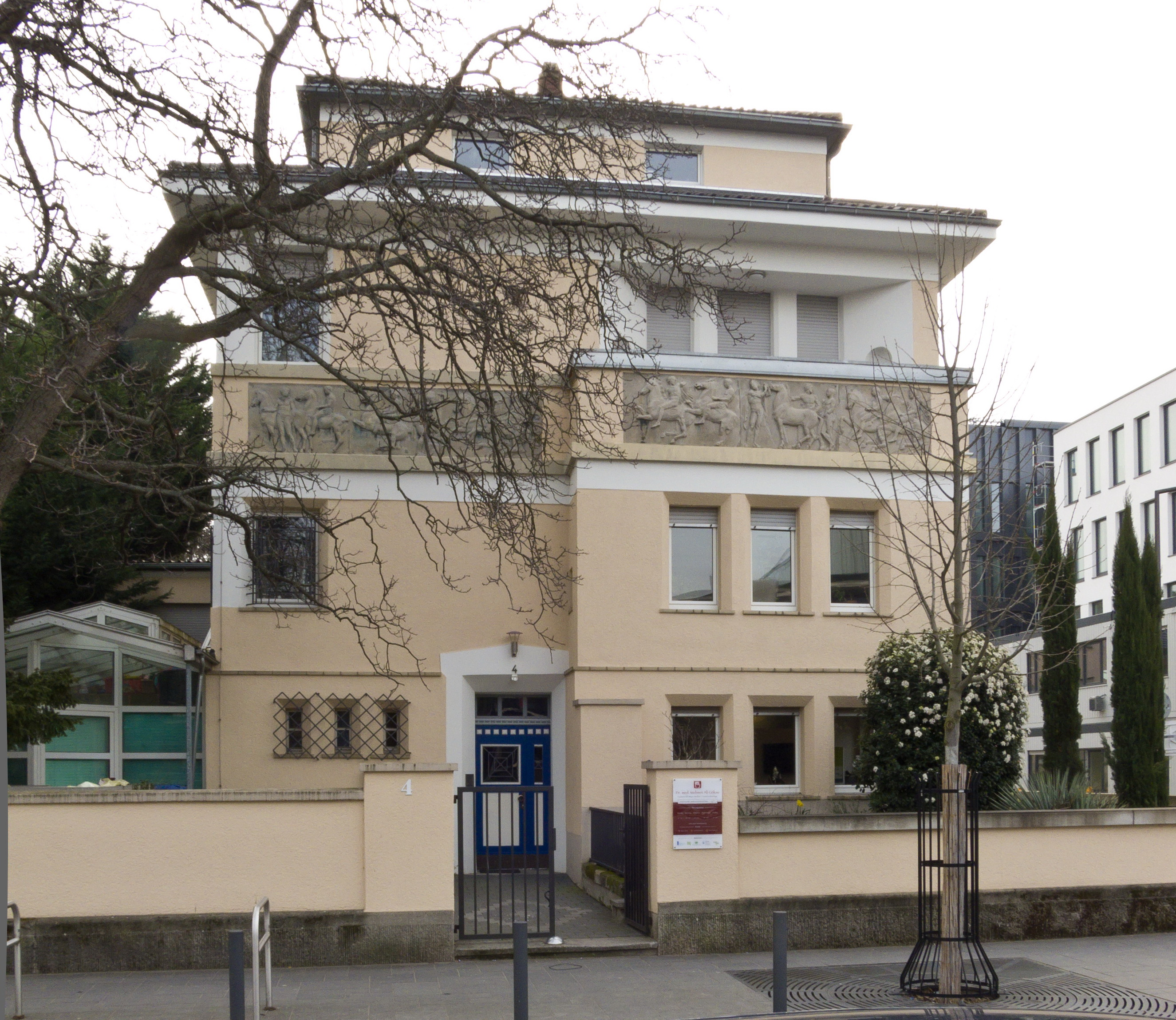
Ansicht von der Rathenaustraße

Die Rathenaustraße 4 in Worms ist eine Villa, die besonders durch eine unter der Sohlbank verlaufende Kopie von Teilen des Parthenonfrieses hervorsticht. Das Gebäude steht unter Denkmalschutz.

## Geografische Lage
Die Villa liegt auf einem Eckgrundstück an der Kreuzung von Rathenaustraße und der Straße Am Bergkloster, gegenüber dem Wormser (ehemals: Städtisches Spiel- und Festhaus), also auch optisch prominent. Das Grundstück gehörte vor 1802 zum Bergkloster.

## Gebäude
Das Gebäude trägt über dem Erdgeschoss drei weitere Geschosse und ist mit einem Walmdach gedeckt. Zweiter und dritter Stock treten jeweils etwas zurück. Die Hauptfassade zur Straße Am Bergkloster ist symmetrisch um einen abgerundeten, zweigeschossigen Erker mit drei Fensterachsen gestaltet, dessen Dach im zweiten Stock einen Balkon bildet. Beiderseits des Erkers gibt es je zwei Fensterachsen. Die Seitenansicht zur Rathenaustraße ist asymmetrisch gestaltet, hier aber befindet sich der Eingang. Auffälligstes Dekorationselement ist heute das umlaufende Band aus Kopien des Parthenon-Frieses zwischen dem zweiten und dritten Stock. Ursprünglich waren die Flächen zwischen den Fenstern des ersten Stocks noch durch Sgraffito gestaltet, die ein geometrisches Muster zeigten.

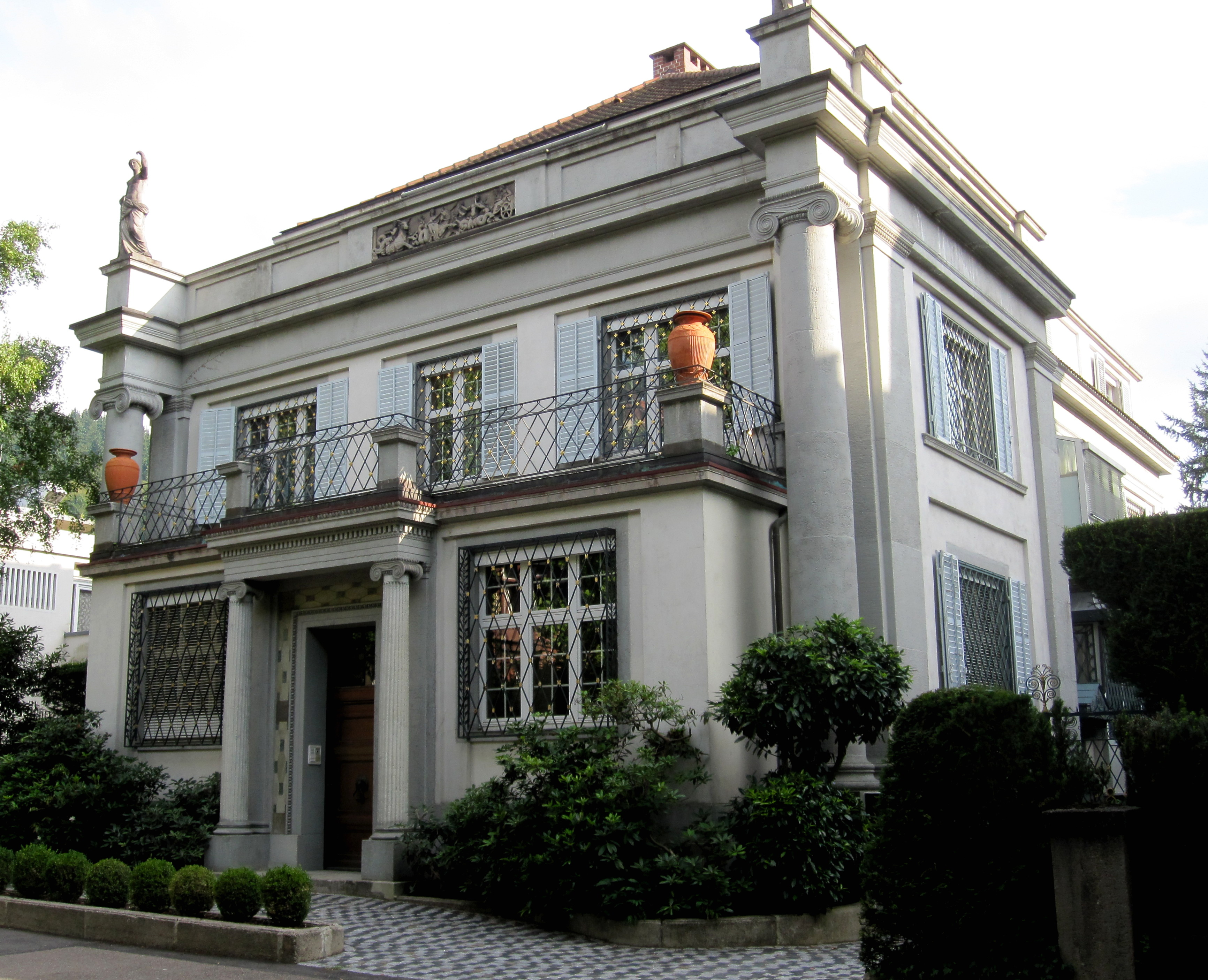
Villa Dietler in Freiburg im Breisgau

Das Parthenonfries ist eine Kopie des Originals in Eisenbeton im Maßstab 1:1. Sie besteht aus 16 einzelnen Platten, die beim Bau des Hauses in die Wand – zumeist in Dreiergruppen – eingefügt wurden. Woher die Platten kamen, ist unbekannt. Beispielsweise die Glyptothek in München lieferte solche Abgüsse – auch in Beton. Vergleichbares gab es im Heylshof in Darmstadt (im Zweiten Weltkrieg zerstört) oder an der Villa Dietler in Freiburg im Breisgau.

## Geschichte
Die Villa wurde 1912/13 für den Arzt Walter Armknecht durch das örtliche, regional renommierte Architektenbüro Georg Rohr & Ludwig Bruckmann entworfen. In den folgenden Jahrzehnten verlor das Haus einen Teil seiner ursprünglichen Ausschmückung, der Parthenonfries aber blieb erhalten und wurde restauriert. Das Gebäude ist ein Kulturdenkmal aufgrund des Denkmalschutzgesetzes des Landes Rheinland-Pfalz.